# Ornithogalum puberulum
Ornithogalum puberulum är en sparrisväxtart som beskrevs av Anna Amelia Obermeyer. Ornithogalum puberulum ingår i släktet stjärnlökar, och familjen sparrisväxter.
Artens utbredningsområde är Namibia.

## Underarter
Arten delas in i följande underarter:
- O. p. chris-bayeri
- O. p. puberulum